# Juan Martín Mena
Juan Martin Mena (Mar del Plata, provincia de Buenos Aires, 25 de febrero de 1979) es un abogado y político argentino, actual ministro de Justicia y Derechos Humanos de la provincia de Buenos Aires.

## Biografía
Juan Martin Mena es un abogado y político nacido el 25 de febrero de 1979 en Mar del Plata. En 2004 fue designado por Néstor Kirchner asesor de Gabinete del secretario de Política Criminal y Asuntos Penitenciarios.  A partir de 2009 fue designado subsecretario en esa área.
Años más tarde, en 2015, fue designado por Cristina Fernandez de Kirchner subdirector de la Agencia Federal de Inteligencia (AFI).
En el 2019 es designado viceministro de Justicia por el presidente Alberto Fernández.
En diciembre de 2023 es designado Ministro de Justicia y Derechos Humanos de la provincia de Buenos Aires por el gobernador Axel Kicillof para su segundo mandato.